# Liste kommerzieller Computerspiele mit veröffentlichtem Quelltext
Die Spiele in dieser Liste kommerzieller Computerspiele mit veröffentlichtem Quelltext wurden ursprünglich als kommerzielles, proprietäres Softwareprodukt entwickelt und deren Quelltext später verfügbar wurde. Der verfügbare Quelltext ermöglicht den Nutzergemeinden den technischen Support (Bugfixes, Kompatibilitäts-Anpassungen an neue Hardware und Betriebssysteme) selbst zu übernehmen, z. B. mit inoffiziellen Patches und Portierungen auf neue Betriebssysteme. Diese Quelltexte sind unter verschiedensten Softwarelizenzen veröffentlicht: freie, halbfreie, proprietäre, kommerzielle und nicht-kommerzielle Lizenzen. Artwork (z. B. Grafik und Audio) und die Spieldaten sind meistens nicht freigegeben, da einerseits die Urheberrechtslage dort häufig noch komplizierter ist als beim Quelltext oder bewusst ausgelassen wird, um eine weitere kommerzielle Vermarktung über die Digitale Distribution zu ermöglichen, wie z. B. bei Arx Fatalis.
Zu den ersten Firmen, welche den Quelltext von kommerziellen Spielen in größerem Umfang am Ende des Supports veröffentlichten, gehören Id Software und 3D Realms; sie waren damit Vorreiter für andere Entwicklerfirmen. Am Ende des kommerziellen Produktlebenszyklus (End of life dieser Spiele) wurde der Quelltext der Öffentlichkeit oder der Nutzergemeinschaft zur Verfügung gestellt, anstatt sie zu Abandonware werden zu lassen. Viele andere Entwickler haben danach von einzelnen Spieletiteln den Quelltext veröffentlicht. Als überraschendes Beispiel kann Microsoft als Spieleentwickler gelten, üblicherweise nicht als Open-Source nahestehend assoziiert, welcher mindestens zwei Spiele in seiner Firmengeschichte freigegeben hat.

## Liste
| Titel                                               | Erstveröffentlichung | Quelltextveröffentlichung | Genre                                                 | Lizenz des Quellcodes                                                                           | Lizenz der Daten und des Artworks                                           | Ursprünglicher Entwickler                                             | Weitere Information |
| --------------------------------------------------- | -------------------- | ------------------------- | ----------------------------------------------------- | ----------------------------------------------------------------------------------------------- | --------------------------------------------------------------------------- | --------------------------------------------------------------------- | --- |
| Abuse                                               | 1995                 | 2003                      | Run and gun                                           | Public domain                                                                                   | Public domain und Proprietär*                                               | Crack dot Com                                                         | Quelltext veröffentlicht als Public domain mit den Shareware-Datendateien. *Nur Shareware-Daten, ausschließlich der Soundeffekte, sind in der Public domain; der Rest ist proprietär. |
| Airline Tycoon Deluxe                               | 2003                 | 2015                      | Wirtschaftsimulation                                  | proprietär                                                                                      | proprietär                                                                  | Spellbound Entertainment                                              | Veröffentlichung bei GOG.com inklusive Quelltext der Fassung für Windows |
| Aliens versus Predator                              | 2000                 | 2001                      | Ego-Shooter                                           | nicht-kommerzielle eigene Lizenz                                                                | Proprietär                                                                  | Rebellion Developments                                                | Quelltext veröffentlicht 2001 von Rebellion unter einer nicht-kommerziellen Lizenz. Erfährt bis heute Updates. |
| Allegiance (nun FreeAllegiance)                     | 2000                 | 2004                      | Echtzeit-Strategiespiel und Weltraum-Flugsimulation   | Shared Source                                                                                   | Proprietär                                                                  | Microsoft Research                                                    | Veröffentlicht 2004 vom Microsoft Research unter einer Shared-Source-Lizenz („MSR-SSLA“). |
| Anacreon: Reconstruction 4021                       | 1987                 | 2004                      | 4X-Strategiespiel                                     | keine Lizenz angegeben                                                                          | Freeware                                                                    | George Moromisato                                                     | Entwickelt von George Moromisato 1987. Um das Jahr 2004 wurde der Quelltext der DOS-Version 2.00 veröffentlicht. |
| Aquaria                                             | 2010                 | 2010                      | Jump ’n’ Run, Action-Adventure                        | GPL                                                                                             | Proprietär                                                                  | Bit Blot                                                              | Quelltext von Bit Blot, LLC mit dem Humble Indie Bundle veröffentlicht. |
| Arx Fatalis (nun Arx Libertatis)                    | 2002                 | 2011                      | RPG                                                   | GPL                                                                                             | Proprietär                                                                  | Arkane Studios                                                        | Arx Fatalis sollte Ultima Underworld III werden, bekam aber die Lizenz nicht. Quelltext veröffentlicht von Arkane Studios am 14. Januar 2011. |
| AstroMenace                                         | 2007                 | 2007                      | Shoot ’em up                                          | GPLv3                                                                                           | CC-BY-SA                                                                    | Viewizard                                                             | |
| Aztaka                                              | 2009                 | 2011                      | Platformer                                            |                                                                                                 | proprietär                                                                  | Citérémis                                                             | 2011 veröffentlichte der Independent game developer eine „Developer's Edition“ von Aztaka für 9,99 $, welche auch den Quelltext beinhaltet. |
| Beyond Castle Wolfenstein                           | 1985                 | 2005                      | Shooter                                               | keine Lizenz angegeben                                                                          | Freeware                                                                    | Silas Warner                                                          | Der rekonstruierte Quelltext und das Spiel selbst wurden 2005 von Silas Warners Witwe freigegeben. |
| Blake Stone: Planet Strike                          | 1994                 | 2013                      | FPS                                                   | GPL                                                                                             | GPL                                                                         | Apogee Software                                                       | Wurde im Juli 2013 von Apogee Software unter der GPL freigegeben um den Verkauf des Apogee Throwback Pack auf Steam zu promoten. |
| Blades of Exile                                     | 1997                 | 2007                      | RPG                                                   | GPL                                                                                             | GPL                                                                         | Jeff Vogel (Spiderweb Software)                                       | Quelltext und Artwork wurden im Juni 2007 von Jeff Vogel (Spiderweb Software) unter der GPL-Lizenz veröffentlicht. |
| Buzz Aldrin’s Race into Space (nun Race Into Space) | 1992                 | 2005                      | Simulation                                            | GPLv2                                                                                           | Freeware                                                                    | Strategic Visions/Fritz Bronner                                       | Als Race into Space existieren Portierungen auf neuere Plattformen, gehostet auf Sourceforge. Die Lizenz für BARIS fiel an Fritz Bronner zurück, da er eine Rückfallklausel in seinem Vertrag mit dem Publisher Interplay hatte für den Fall, dass dieser bankrottgeht, was passierte, was wiederum Bronner erlaubte, das Spiel als GPL bzw. Freeware freizugeben.                                                                  |
| Call to Power II                                    | 2000                 | 2003                      | Rundenbasiertes Strategiespiel                        | Nicht-kommerzielle eigene Lizenz                                                                | Proprietär                                                                  | Activision                                                            | Civilization II Klon. Activision übergab den Quelltext der Apolyton-Community um einen weiteren Support mit Community-Patches zu ermöglichen. |
| Canabalt                                            | 2009                 | 2010                      | Jump ’n’ Run, Action-Adventure                        | MIT-Lizenz (Engine)/proprietär (Spielcode)                                                      | proprietär/Freeware                                                         | Adam Saltsman                                                         | Quelltext der Engine unter MIT-Lizenz, Spielcode unter einer eigenen restriktiven Lizenz veröffentlicht von Adam Saltsman 2010. |
| Catacomb                                            | 1989                 | 2014                      | Top-down shooter                                      | GNU General Public License                                                                      | proprietär                                                                  | Softdisk                                                              | Frühes Spiel von John Carmack. |
| Catacomb 3D                                         | 1991                 | 2014                      | FPS                                                   | GNU General Public License                                                                      | proprietär                                                                  | id Software                                                           | Vorläufer von Wolfenstein 3D. |
| Cart Life                                           | 2011                 | 2014                      | Simulation                                            | CART LIFE'S FREE LICENSE (Permissive license)                                                   | CART LIFE'S FREE LICENSE (Permissive license)/Freeware                      | Richard Hofmeier                                                      | Im März 2014 wurde das Spiel von allen Digitalen Distributoren entfernt und Quelltext wie Spiel unter einer sehr freizügigen Lizenz zur Verfügung gestellt. |
| Centipede                                           | 1980                 | 1996                      | Arcade-Spiel                                          | keine Lizenz                                                                                    | keine Lizenz                                                                | Atari                                                                 | Bei der Schließung 1996 von Atari Sunnyvale wurde Centipede in der Atari-7800-Version in physischer Form zusammen mit Asteroids, Dig Dug, Robotron: 2084 und acht weiteren Spielen „freigegeben“. Vom Atari-Museum rekonstruiert und später veröffentlicht. |
| Clonk                                               | 1994                 | 2010                      | Action, RTS, Platform                                 | ISC-Lizenz                                                                                      | CC-BY                                                                       | RedWolf Design                                                        | 2001 Veröffentlichung des Clonk Planet Quelltext durch RedWolf Design. 2010 Veröffentlichung des Clonk Rage Quelltexts durch RedWolf Design da die eigene Entwicklungsarbeit beendet wurde. Auf Basis dieses Codes wurde die Weiterentwicklung durch die Community unter dem Namen „LegacyClonk“, sowie das Projekt „OpenClonk“ gegründet.                                                                                          |
| Colobot                                             | 2001                 | 2012                      | Lernspiel, RTS                                        | GPLv3                                                                                           | GPLv3                                                                       | Epsitec SA                                                            | Spielquelltext veröffentlicht am 26. März 2012. |
| Colossal Cave Adventure                             | 1981                 | 2007                      | Textadventure                                         | keine Lizenz angegeben                                                                          | kein Artwork oder Daten                                                     | Will Crowther                                                         | |
| Conquest: Frontier Wars                             | 2001                 | 2013                      | Weltraum-Echtzeitstrategie                            |                                                                                                 | Proprietär                                                                  | Fever Pitch Studios                                                   | Am 9. Dezember 2013 wurde der Quelltext mit dem Spiel bei dem Digitalen Distributor GOG.com vertrieben. |
| CoreBreach                                          | 2011                 | 2012                      | Rennspiel                                             | GPL (Spiel) / MIT (3D-Engine)                                                                   | Freeware (Demo) / Proprietär                                                | CoreCode                                                              | Futuristisches „Antigravitations“-Rennspiel mit Wettkampfelementen. Der Quelltext wurde vom Entwickler CoreCode veröffentlicht, nachdem Verkaufsziele erreicht wurden. |
| Dark Reign 2                                        | 2000                 | 2011                      | Echtzeit-Strategiespiel                               | LGPL                                                                                            | Proprietär                                                                  | Pandemic Studios                                                      | Quelltext wurde 2011 von einem früheren Pandemic Studios Entwickler veröffentlicht, um zu verhindern, dass das Spiel Abandonware ohne Support bleibt. |
| DarkSpace                                           | 2001                 | 2009                      | MMO, Echtzeit-Strategiespiel, Weltraum-Flugsimulation | mehrere eigene Lizenzen                                                                         | Proprietär                                                                  | Palestar                                                              | DarkSpaces-Spielengine, genannt Medusa, wurde vom Entwickler Palestar unter mehreren Lizenzen parallel veröffentlicht. |
| Descent (nun D2X-XL)                                | 1995                 | 1997/1999                 | Weltraum-3D-Ego-Shooter                               | Eigene Lizenz                                                                                   | Proprietär                                                                  | Parallax Software                                                     | Quelltext veröffentlicht von Parallax Software 1997 (Descent 1) und 1999 (Descent 2). |
| Dink Smallwood                                      | 1997                 | 2003/2008                 | Action RPG                                            | Zlib inspirierte eigene Lizenz                                                                  | Zlib/Proprietär (Sound)                                                     | Robinson Technologies                                                 | Quelltext veröffentlicht am 17. Juli 2003 von Seth Robinson. Artwork wurde bis auf einige Sounds unter der Zlib-Lizenz 2008 veröffentlicht. |
| Doom                                                | 1993                 | 1997/1999                 | Ego-Shooter                                           | GPL                                                                                             | Proprietär                                                                  | Id Software                                                           | Spielquelltext veröffentlicht 1997, unter GPL ab 1999. |
| Doom 2: Hell on Earth                               | 1994                 | 1997/1999                 | Ego-Shooter                                           | GPL                                                                                             | Proprietär                                                                  | Id Software                                                           | Spielquelltext veröffentlicht 1997, unter GPL ab 1999. |
| Doom 3                                              | 2004                 | 2011                      | Ego-Shooter                                           | GPL                                                                                             | Proprietär                                                                  | Id Software                                                           | Quelltext veröffentlicht am 22. November 2011 |
| Dragonfire                                          | 1982                 | 2003                      | Arcade-Spiel                                          | ohne Lizenz                                                                                     | ohne Lizenz                                                                 | Imagic                                                                | Quellcode dieses Imagic Atari 2600 Spiels wurde vom Entwickler Bob Smith am 24. Mai 2003 veröffentlicht. |
| Duke Nukem 3D                                       | 1996                 | 2003                      | Ego-Shooter                                           | GPL                                                                                             | Proprietär                                                                  | 3D Realms                                                             | Quelltext veröffentlicht am 1. April 2003. |
| Eat The Whistle                                     | 1998                 | 2002                      | Sportsimulation                                       | GPLv2                                                                                           | GPLv2                                                                       | Hurricane Studios                                                     | Eat The Whistle ist ein Fußball-Simulations-Computerspiel veröffentlicht für den Amiga. 2002 unter der GPL lizenziert und auf viele weitere Plattformen portiert. |
| Eldritch                                            | 2013                 | 2014                      | Ego-Shooter, rogue-like                               | zlib Lizenz                                                                                     | kommerziell                                                                 | Minor Key Games                                                       | Im April 2014 wurde der Quelltext freigegeben. Spielinhalte nicht freigegeben und das Spiel wird weiter verkauft. |
| Enemy Engaged: RAH-66 Comanche versus Ka-52 Hokum   | 2000                 | 2003                      | Helikopter-Flugsimulation                             | eigene Lizenz                                                                                   | Proprietär                                                                  | Razorworks/Empire Interactive                                         | Quelltext irgendwann 2003 von Razorworks/Empire Interactive veröffentlicht. |
| Enemy Nations                                       | 1997                 | 2005/2006                 | RTS                                                   | eigene nicht-kommerzielle Lizenz                                                                | Freeware                                                                    | Windward Studios                                                      | Quelltext und Artwork wurden von den Windward Studios 2005/2006 unter einer nicht-kommerziellen Lizenz freigegeben. |
| Falcon 4.0                                          | 1998                 | 2000                      | Flugsimulation                                        | BSD-Lizenz                                                                                      | proprietär                                                                  | MicroProse                                                            | Der Leak des Spielquelltexts im Jahr 2000 erlaubte der Spielgemeinde den weiteren Support mit Spielkorrekturen. Der Quelltext wurde im Jahr 2013 regulär unter einer BSD-Lizenz auf gitHub veröffentlicht. |
| Fish Fillets (nun Fish Fillets Next Generation)     | 1998                 | 2002                      | Puzzle                                                | GPL                                                                                             | GPL                                                                         | ALTAR Interactive                                                     | Veröffentlicht als Fish Fillets 1998. Quelltext veröffentlicht 2002 von ALTAR Interactive unter der GPL. |
| Freespace 2 (nun FreeSpace 2 SCP)                   | 1999                 | 2002                      | Space Sim                                             | Nicht-kommerziell/Proprietär                                                                    | Proprietär                                                                  | Volition                                                              | Quelltext veröffentlicht von Volition am 25. April 2002. |
| Gish                                                | 2010                 | 2010                      | Jump ’n’ Run                                          | GPL                                                                                             | Proprietär                                                                  | Cryptic Sea/Chronic Logic                                             | Entwickelt von Cryptic Sea und veröffentlicht von Chronic Logic mit dem ersten Humble Indie Bundle. |
| Glitch                                              | 2009                 | 2013                      | Massively Multiplayer Online Game                     | Client-Anteil des Codes unter CC0                                                               | CC0                                                                         | Tinyspeck                                                             | 2013, ca. ein Jahr nachdem das MMO abgeschaltet hatte, wurde der gesamte Grafik- und Audiobestand und einiges vom Quelltext unter der CC0 freigegeben. |
| Gothic 3                                            | 2006                 | 2007                      | RPG                                                   | Proprietär                                                                                      | Proprietär                                                                  | JoWooD                                                                | Spielequellcode 2007 offengelegt für das „Community patch project“ aus der Gothic 3 Fan-Community. |
| Gravity Force 2                                     | 1994                 | 2008                      | Shoot ’em up                                          | keine Lizenz angegeben                                                                          | keine Lizenz angegeben                                                      | Jens Andersson & Jan Kronqvist                                        | Am 21. September 2008 veröffentlichten die Entwickler des Amiga Shareware Spiels Gravity Force 2 den Quelltext aus „nostalgic interest“, jedoch ohne eine Lizenz anzugeben. |
| H-Craft Championship                                | 2007                 | 2015                      | science-Fiction Rennspiel                             | zlib-Lizenz                                                                                     | Freeware                                                                    | Irrgheist                                                             | H-Craft Championship wurde vom deutschen unabhängigem Studio Irrgheist entwickelt und veröffentlicht von Manifesto Games/Akella 2007. 2014 veröffentlichten die Entwickler das Spiel als Freeware und den Quelltext unter der Zlib-Lizenz im Februar 2015. |
| Heretic                                             | 1994                 | 1999/2008                 | Ego-Shooter                                           | GPLv2                                                                                           | Proprietär                                                                  | Raven Software                                                        | Spielequellcode veröffentlicht 1999, unter GPL ab 4. September 2008. |
| Hexen                                               | 1996                 | 1999/2008                 | Ego-Shooter                                           | GPLv2                                                                                           | Proprietär                                                                  | Raven Software                                                        | Quelltext veröffentlicht 1999, unter GPL ab 4. September 2008. |
| Hexen 2                                             | 1997                 | 2000                      | Ego-Shooter                                           | GPL                                                                                             | Proprietär                                                                  | Raven Software                                                        | Spielquelltext veröffentlicht 2000. |
| Homeworld                                           | 1999                 | 2003                      | Echtzeit-Strategiespiel                               | Nicht-kommerzielle Lizenz                                                                       | Proprietär                                                                  | Relic Entertainment                                                   | Quelltext veröffentlicht von Relic Entertainment im Jahr 2003. |
| HoverRace                                           | 1996                 | 2008                      | Rennspiel                                             | zuerst zeitbegrenzte Lizenz / später nicht-kommerzielle GrokkSoft HoverRace SourceCode License. |                                                                             | GrokkSoft                                                             | Wurde zuerst unter einer zeitbegrenzten Lizenz veröffentlicht, jedoch 2008 durch eine zeitlich unbegrenzte Lizenz ersetzt. |
| Iron Seed                                           | 1994                 | 2013                      | Weltraumhandelssimulator                              | GPL                                                                                             | Proprietär                                                                  | Channel 7                                                             | 2007 als Freeware veröffentlicht, um den damals in der Entwicklung befindlichen Nachfolger Iron Seed 2 zu bewerben. 2013 wurde der Ironseed-Quelltext unter der GPL veröffentlicht, da es schon seit geraumer Zeit keine Aktivität durch die Entwickler gegeben hatte. |
| Jagged Alliance 2: Wildfire                         | 2004                 | 2004                      | rundenbasiertes Strategiespiel                        | Eigene Lizenz                                                                                   | Proprietär                                                                  | iDeal Games                                                           | Quelltext wurde von Strategy First mit „JA2: Wildfire“ gebundelt und 2004 veröffentlicht. |
| Kiloblaster                                         | 1992                 | 2008                      | Arcade                                                | eigene Lizenz                                                                                   | Freeware (mit Restriktionen)                                                | Epic MegaGames                                                        | Allen Pilgrim veröffentlichte die Vollversion als Freeware und auch den Quelltext am 4. August 2008. |
| Kumquat & Cantaloupe                                | 1996                 | 2012                      | Maze                                                  | nicht angegeben                                                                                 | Freeware                                                                    | Dave Schofield                                                        | Die Amiga Spiele Kumquat & Cantaloupe, original veröffentlicht als Shareware, wurden im November 2012 mit dem Quelltext vom Autor als Freeware freigegeben. |
| Lugaru                                              | 2005                 | 2010                      | Action-Adventure                                      | GPLv2                                                                                           | Proprietär                                                                  | Wolfire Games                                                         | Quelltext veröffentlicht mit dem Humble Indie Bundle. |
| Maelstrom                                           | 1992                 | 1995/2010                 | Shoot ’em up                                          | GPL                                                                                             | Creative Commons                                                            | Ambrosia Software                                                     | Quelltext 1995 unter GPL Lizenz veröffentlicht. 2010 wurde durch Andrew Welch und Ian Gilman Daten und Artwork unter einer Creative Commons license freigegeben. |
| Marathon 2: Durandal (nun Aleph One)                | 1997                 | 2000                      | Ego-Shooter                                           | GPL                                                                                             | Proprietär                                                                  | Bungie                                                                | Veröffentlicht von Bungie 2000. |
| MechCommander 2                                     | 2001                 | 2006                      | Echtzeit-Strategiespiel                               | Shared Source Limited Permissive License                                                        | Proprietär                                                                  | Microsoft                                                             | Quelltext veröffentlicht unter einer Shared-Source-Lizenz ab August 2006. |
| Meridian 59                                         | 1995                 | 2012                      | MMORPG                                                | GPLv2 (Kompressions- und Audio-Bibliotheken nicht inkludiert)                                   | Freeware                                                                    | Archetype Interactive                                                 | Im Februar 2010 gingen die Rechte an Meridian 59 an die ursprünglichen Entwickler Andrew und Chris Kirmse über. Am 15. September 2012 veröffentlichten diese das Spiel als Freeware und das meiste des Quelltextes unter der GPLv2. |
| MiG Alley                                           | 1999                 | 2001                      | Flugsimulation                                        | eigene Lizenz                                                                                   | proprietär                                                                  | Rowan Software/Empire Interactive                                     | Quellcode 2001 veröffentlicht von Rowan Software/Empire Interactive. |
| Miner Wars 2081                                     | 2012                 | 2013                      | Weltraum Shooter                                      | eigene proprietäre Lizenz                                                                       | Proprietär                                                                  | Keen Software House                                                   | 3D Weltraum Simulations-Spiel, welches im Jahr 2081 spielt. Das ganze Spiel und der Quelltext wurden von Keen Software House unter einer restriktiven Lizenz freigegeben. |
| Monster RPG 2                                       | 2010                 | 2012                      | JRPG                                                  | „Give it Your Own License“ Lizenz (Public Domain)                                               | Proprietär                                                                  | Nooskewl                                                              | Nach einer erfolgreichen Indiegogo Kampagne veröffentlichte der Entwickler Nooskewl das Spiel unter einer Public-Domain-artigen Lizenz am 11. November 2012. |
| Myth                                                | 2001                 | 2001                      | Real-time tactics                                     | Quelltext veröffentlicht ohne spezifische Lizenz                                                | Proprietär                                                                  | Take 2 Interactive/MumboJumbo                                         | Quelltext veröffentlicht an die Community 2001, welches es bis heute pflegen. |
| Myst Online: Uru Live                               | 2007                 | 2010                      | MMORPG                                                | GPLv3                                                                                           | Proprietär                                                                  | Cyan Worlds                                                           | „Myst Online: Uru Live“ hatte Probleme genug zahlende Spieler zu finden und wurde deswegen nach dem ersten Jahr eingestellt. Cyan veröffentlichte das Spiel dann als Open-Source-Spiel 2010. |
| No Gravity                                          | 1996                 | 2005                      | Arcade-Spiel                                          | GPL                                                                                             | Proprietär                                                                  | realtech VR                                                           | Quelltext von realtech VR am 16. Februar 2005 veröffentlicht. |
| Overgrowth                                          | 2008                 | 2022                      | Action-Adventure                                      | Apache 2.0                                                                                      | proprietär                                                                  | Wolfire Games                                                         | für Modder und Interessenten veröffentlicht |
| No One Lives Forever 2                              | 2002                 | 2011                      | Ego-Shooter                                           | GPLv2                                                                                           | Proprietär                                                                  | Monolith Productions / Sierra Entertainment                           | Quelltext veröffentlicht von Monolith Productions und Sierra Entertainment als Teil des Toolkits um „allowing you to create your own levels, models, music, sounds, and more, for MonoLith's FPS.“ NOLF2 Toolkit Download |
| Penumbra: Overture                                  | 2007                 | 2009                      | Survival Horror mit Ego-Shooter-Elementen             | GPL                                                                                             | Proprietär                                                                  | Frictional Games                                                      | Entwickelt vom schwedischen Entwickler Frictional Games, das Spiel ist eine Mischung aus survival horror, first-person shooter und Adventure. Quelltext veröffentlicht mit dem Humble Indie Bundle. |
| Prince of Persia                                    | 1989                 | 2012                      | Jump ’n’ Run, Action-Adventure                        | Proprietär                                                                                      | Proprietär                                                                  | Jordan Mechner                                                        | Der lange verschollene Apple II Quelltext wurde wiedergefunden und 2012 von Jordan Mechner veröffentlicht. |
| Project: Starfighter                                | 2001                 | 2008                      | Shoot ’em up                                          | GPL                                                                                             | Proprietär                                                                  | Parallel Realities                                                    | |
| Quake                                               | 1996                 | 1999                      | Ego-Shooter                                           | GPL                                                                                             | Proprietär                                                                  | Id Software                                                           | Quelltext veröffentlicht 1999. |
| Quake II                                            | 1997                 | 2001                      | Ego-Shooter                                           | GPL                                                                                             | Proprietär                                                                  | Id Software                                                           | Quelltext veröffentlicht 21. Dezember 2001. |
| Quake III Arena                                     | 1999                 | 2005                      | Ego-Shooter                                           | GPL                                                                                             | Proprietär                                                                  | Id Software                                                           | Quelltext veröffentlicht am 19. August 2005. |
| Receiver                                            | 2012                 |                           | Ego-Shooter                                           | Keine Lizenz                                                                                    | Proprietär                                                                  | Wolfire Games                                                         | |
| Return to Castle Wolfenstein                        | 2001                 | 2010                      | Ego-Shooter                                           | GPL                                                                                             | Proprietär                                                                  | Id Software                                                           | Quelltext veröffentlicht für Return to Castle Wolfenstein und Enemy Territory unter der GNU General Public License (GPL) am 12. August 2010. |
| Revenge of the Titans                               | 2010                 | 2011                      | Tower Defense, RTS                                    | Custom all-permissive                                                                           | Proprietär                                                                  | PuppyGames                                                            | Java basiertes Spiel, Quelltext von Puppy Games veröffentlicht mit dem Humble Indie Bundle. |
| Rise of the Triad                                   | 1995                 | 2002                      | Ego-Shooter                                           | GPL                                                                                             | Proprietär                                                                  | Apogee Software/3D Realms                                             | Quelltext veröffentlicht am 20. Dezember 2002. |
| Rowan's Battle of Britain                           | 2000                 | 2001                      | Flugsimulation                                        | eigene Lizenz                                                                                   | Proprietär                                                                  | Rowan Software/Empire Interactive                                     | Quellcode 2001 veröffentlicht von Rowan Software/Empire Interactive. |
| Savage: The Battle for Newerth                      | 2003                 | 2007                      | online Echtzeit-Strategiespiel, Ego-Shooter           | ohne Lizenz/proprietär                                                                          | Freeware                                                                    | S2 Games                                                              | Das Spiel wurde am 1. September 2006 als Freeware durch S2 Games freigegeben. Im Jahr 2007 wurde auch der Quelltext für die Spielergemeinschaft verfügbar, welche bis heute die Weiterentwicklung betreibt. |
| Shadowgrounds                                       | 2005                 | 2011                      | Shoot ’em up                                          | Eigene nicht-kommerzielle Lizenz                                                                | Proprietär                                                                  | Frozenbyte                                                            | Quelltext veröffentlicht von Frozenbyte mit dem Humble Indie Bundle am 22. April 2011. |
| Shadow Warrior                                      | 1997                 | 2005                      | Ego-Shooter                                           | GPL                                                                                             | Proprietär                                                                  | 3D Realms                                                             | Quelltext veröffentlicht 1. April 2005. |
| Siege of Avalon                                     | 2000                 | 2003                      | Computer-Rollenspiel                                  | LGPL                                                                                            | Proprietär                                                                  | Digital Tome                                                          | Quelltext veröffentlicht 23. Juni 2003. |
| Seven Kingdoms                                      | 1996                 | 2008                      | RTS                                                   | GPL                                                                                             | GPL und proprietär*                                                         | Enlight                                                               | Quelltext veröffentlicht im November 2008. *Musik ist proprietär |
| Seven Kingdoms II: The Fryhtan Wars                 | 1999                 | 2009                      | RTS                                                   | GPL                                                                                             | Proprietär                                                                  | Enlight                                                               | Quelltext veröffentlicht im August 2009. |
| Micropolis                                          | 1989 (als SimCity)   | 2008 (als Micropolis)     | Wirtschaftssimulation                                 | GPLv3                                                                                           | GPLv3                                                                       | Maxis (Will Wright/Don Hopkins)                                       | Open-Source Release von SimCity. Auch bekannt als OLPC SimCity. |
| Soul Rider                                          | 2000                 | 2003                      | Snowboard-Simulation/Sportspiel                       | GPL                                                                                             | kommerziell                                                                 | Slingshot Game Technology                                             | Am 20. Januar 2003 wurde der Soul Rider Game engine Quelltext veröffentlicht, um Portierungen auf alternative OS zu ermöglichen. |
| Spear of Destiny                                    | 1992                 | 1995                      | Ego-Shooter                                           | ID SOFTWARE LICENSE                                                                             | Proprietär                                                                  | id Software                                                           | Der Quelltext von Wolfenstein 3D, welcher auch das Spiel Spear of Destiny beinhaltete, wurde am 21. Juli 1995 veröffentlicht. |
| Star Control II (nun The Ur-Quan Masters)           | 1992                 | 2002                      | ARPG                                                  | GPL                                                                                             | Cc-by-nc-sa                                                                 | Toys for Bob                                                          | The Ur-Quan Masters ist eine Open Source Portierung von Star Control II auf Basis der von Fred Ford und Paul Reiche III GPL veröffentlichten 3DO Quelltexte. Musste in The Ur-Quan Masters umbenannt werden, da die Marke Star Control 1997 von Accolade registriert wurde, welche wiederum 1999 von Atari akquiriert wurden (noch als Infogrames), mit dem Rest von Accolade.                                                      |
| Starshatter: The Gathering Storm                    | 2004                 | 2011                      | Weltraum-Flugsimulation                               | Neue BSD-Lizenz                                                                                 | Freeware                                                                    | Destroyer Studios/Matrix Games                                        | Quelltext veröffentlicht von Destroyer Studios/Matrix Games am 14. Dezember 2011. |
| Star Wars Jedi Knight II: Jedi Outcast              | 2002                 | 2013                      | Ego-Shooter/Third-Person-Shooter                      | GPLv2                                                                                           | Proprietär                                                                  | Raven Software                                                        | Die Veröffentlichung des Quelltextes auf SourceForge durch Raven Software und Activision fiel zusammen mit der Schließung des LucasArts-Entwicklungsstudios durch Disney. |
| Star Wars Jedi Knight: Jedi Academy                 | 2003                 | 2013                      | Ego-Shooter/Third-Person-Shooter                      | GPLv2                                                                                           | Proprietär                                                                  | Raven Software                                                        | Die Veröffentlichung des Quelltextes auf Sourceforge durch Raven Software und Activision fiel zusammen mit der Schließung des LucasArts-Entwicklungsstudios durch Disney. |
| Stellar Frontier                                    | 1997                 | 2008                      | Weltraum-Flugsimulation                               | STARDOCK SHARED SOURCE STELLAR FRONTIER LICENSE (nicht-kommerzielle Lizenz)                     | STARDOCK SHARED SOURCE STELLAR FRONTIER LICENSE (nicht-kommerzielle Lizenz) | Stardock                                                              | Stellar Frontier wurde von Doug Hendrix 1995 entwickelt und von Stardock lizenziert und veröffentlicht. Am 4. August 2006 wurden die offiziellen Master Server abgeschaltet. Am 18. November 2008 wurde der Spielequelltext unter einer Stardock-eigenen nicht-kommerziellen Lizenz veröffentlicht. Dadurch konnte die Spielgemeinde den Support und die Weiterentwicklung übernehmen und veröffentlichte mehrere Updates seit dem. |
| Steel Storm Episode 1                               | 2010                 | 2010                      | Arcade-Spiel                                          | GPLv2                                                                                           | CC-BY-NC-SA 3.0                                                             | Kot-in-Action Creative Artel                                          | Engine GPLv2, Artwork unter einer restriktiven CC-Lizenz von Kot-in-Action Creative Artel freigegeben. |
| Strange Adventures in Infinite Space                | 2002                 | 2005/2009                 | Weltraum Rogue-like                                   | GPL                                                                                             | Freeware                                                                    | Digital Eel                                                           | Quelltext wurde von Digital Eel 2005 veröffentlicht. Artwork und Daten wurden 2009 Freeware. |
| Sopwith                                             | 1984                 | 2000                      | Shoot ’em up                                          | GPL                                                                                             | GPL                                                                         | David L. Clark                                                        | Der C und Assembler Quelltext von Sopwith wurde 2000 unter einer non-commercial Lizenz freigeben. Später jedoch auf Drängen der Fans unter GNU GPL. |
| Supernova                                           | 1987                 | 2009                      | Textadventure                                         | GPL                                                                                             | GPL                                                                         | Apogee Software                                                       | Supernova wurde von Apogee Software als Freeware am 26. März 1998 veröffentlicht. Der Quellcode wurde unter der GPL am 20. März 2009 veröffentlicht. |
| To Heart 2                                          | 2004                 | 2006                      | Visual novel                                          | GPL                                                                                             | Proprietär                                                                  | Aquaplus                                                              | Der Quelltext wurde von Aquaplus unter der GNU General Public License am 22. Dezember 2005 zusammen mit dem Quelltext für Aruru to Asobo!!, Tears to Tiara und Kusari veröffentlicht. Grund dafür war die Verwendung von Xvid-Quellcode, der unter der gleichen Lizenz steht. Der Quelltext für alle vier Spiele wird auf Anfrage auf einer CD-R herausgegeben.                                                                     |
| Tyrian (nun OpenTyrian)                             | 1995                 | 2007                      | Scrolling shooter                                     | GPLv2                                                                                           | Freeware/CC-BY 3.0 US                                                       | World Tree Games Productions/Epic MegaGames (Jason Emery/Daniel Cook) | Das OpenTyrian team portierte den closed-source Pascal Code von Tyrian zu portablen C mit Erlaubnis von Jason Emery. Daniel Cook, der Grafikkünstler von Tyrian, gab am 4. April 2007 die Grafik in einer „Remastered“-Version unter einer CC-Lizenz frei. |
| Unreal                                              | 1998                 | 2008                      | Ego-Shooter                                           | Quelltext veröffentlicht ohne bekannte Lizenz                                                   | Proprietär                                                                  | Epic Megagames                                                        | Zugang zum Quelltext wurde der Spielcommunity durch Epic Megagames ungefähr 2008 gewährt. |
| Uplink                                              | 2001                 | 2003                      | Hacker-Simulation                                     | Proprietär                                                                                      | Proprietär                                                                  | Introversion Software                                                 | Mitte 2003 begann Introversion Software damit, den Quelltext für 45 $ zu verkaufen, wobei jedoch jegliche Verwendung außerhalb des originalen Spielkontextes ausgeschlossen wurde. Später wurde auch der Quelltext für Darwinia + Multiwinia und DEFCON für den gleichen Preis angeboten. |
| Warlords: Battlecry 3                               | 2004                 | 2006                      | RTS                                                   | Proprietäre eigene Lizenz                                                                       | Proprietär                                                                  | Infinite Interactive/Enlight Software                                 | Am 24. Mai 2006 wurde der Warlords Battlecry III Quelltext verfügbar. Spielgemeinde-Mitglieder, welche einen NDA unterzeichneten, wurden zu Distributoren, welche den Quelltext weiterverteilen durften. Die Quelltextveröffentlichung resultierte in einigen Fan-Patches und Mods. |
| Warzone 2100                                        | 1999                 | 2004/2008                 | RTS                                                   | GPLv2                                                                                           | GPLv2, CC                                                                   | Pumpkin Studios/Eidos Interactive                                     | 3D Echtzeit-Strategiespiel mit einem Einheitendesignsystem. Erster Teil wurde 2004 veröffentlicht, der Rest 2008. |
| Wolfenstein 3D                                      | 1992                 | 1995                      | Ego-Shooter                                           | ID SOFTWARE LICENSE                                                                             | Proprietär                                                                  | id Software                                                           | Der Quelltext von Wolfenstein 3D, welcher also das Spiel Spear of Destiny beinhaltete, wurde am 21. Juli 1995 veröffentlicht. |
| Wolfenstein: Enemy Territory                        | 2003                 | 2010                      | Ego-Shooter                                           | GPLv3                                                                                           | Proprietär                                                                  | Splash Damage/id Software                                             | Quelltext veröffentlicht am 12. August 2010. |
| Word Whiz                                           | 1988                 | 2009                      | Lernspiel                                             | GPL                                                                                             | GPL                                                                         | Apogee Software                                                       | Quelltext veröffentlicht am 20. März 2009 von 3D Realms/Apogee Software. |
| Xargon                                              | 1993                 | 2008                      | Platformer                                            | eigene Lizenz                                                                                   | Freeware (mit Restriktionen)                                                | Epic MegaGames                                                        | Quelltext veröffentlicht 2008 vom Programmierer Allen Pilgrim. |